# Giải thưởng Cống Hiến lần thứ 18
Giải thưởng Cống Hiến lần thứ 18 là giải thưởng do báo Thể thao & Văn hóa (Thông tấn xã Việt Nam) tổ chức vào ngày 27 tháng 3 năm 2024 tại Nhà hát Lớn Hà Nội. Đây là giải thưởng nhằm ghi nhận, vinh danh các cá nhân, tập thể tổ chức được các hoạt động âm nhạc có sức lan tỏa, truyền cảm hứng và để lại ấn tượng sâu sắc đối với công chúng và giới chuyên môn. Lễ trao giải do nhạc sĩ Lưu Quang Minh làm đạo diễn âm nhạc, với sự dẫn dắt của MC Phí Linh và nhà báo Trương Anh Ngọc.
Các đề cử top 5 được công bố vào ngày 5 tháng 3 năm 2024. Hai rapper Đen Vâu và Double2T mỗi người giành được hai giải (Đen Vâu thắng Nam ca sĩ của năm và Music Video của năm; còn Double2T thắng Bài hát của năm cho bài "À Lôi" và Nghệ sĩ mới của năm). Nữ ca sĩ Hòa Minzy giành giải Nữ ca sĩ của năm, còn giải Album của năm thuộc về Minh tinh của Văn Mai Hương.

## Danh sách đề cử và đoạt giải
Dưới đây là những người đề cử và chiến thắng của giải Cống Hiến lần thứ 18. Người/tác phẩm chiến thắng xuất hiện đầu tiên và được in đậm.

### Âm nhạc
| Album của năm | Chương trình của năm |
| ● Minh tinh - Văn Mai Hương - Ái - Tlinh - Ozone - OPlus - A diary of melody - Hoàng Quyên - Vũ trụ cò bay - Phương Mỹ Chi                                                     | ● Đỗ Bảo & Friends \| Một mình bao la - Đỗ Bảo ft. The Bros - Nửa thế kỷ phiêu bạt - Trần Tiến - Show của Đen - Đen Vâu - Chúng ta đều muốn một tour - Cá Hồi Hoang - 1589 - Trung Quân |
| Chuỗi chương trình của năm | Nhà sản xuất của năm |
| ● Thần tượng âm nhạc Việt Nam (mùa 8) - Cát Tiên Sa - Rap Việt (mùa 3) - Vie Channel/ VieON - GENfest - MMusic - Hay Festival - The Bros - Monsoon Music Festival - Quốc Trung | ● DTAP - 2pillz - Drum7 - Masew - Kewtiie |
| Nhạc sĩ của năm | Bài hát của năm |
| ● Hứa Kim Tuyền - Đông Thiên Đức - Đỗ Bảo - Kai Đinh - Khắc Hưng | ● "À lôi" - Double2T - "Ngày mai người ta lấy chồng" - Thành Đạt - "Nếu lúc đó" - Tlinh - "Cắt đôi nỗi sầu" - Tăng Duy Tân - "Từng quen" - Wren Evans                                   |
| Music Video của năm | Nghệ sĩ mới của năm |
| ● "Nấu ăn cho em" - PiaLinh ft. Đen Vâu - "Không còn em" - Madihu - "Đại minh tinh" - Văn Mai Hương - "Thị mầu" - Hòa Minzy - "Môi chạm môi" - Myra Trần                       | ● Double2T - Anh Tú - Grey D - Tùng Anh - Hà An Huy |
| Nam ca sĩ của năm | Nữ ca sĩ của năm |
| ● Đen Vâu - Trung Quân - Wren Evans - Tăng Duy Tân - Hieuthuhai | ●Hòa Minzy - Orange - Pháo - Văn Mai Hương - Phương Mỹ Chi |

### Thể thao
| Gương mặt thể thao |
| - Nguyễn Huy Hoàng (Bơi) - Trần Thị Ngọc Yến (Cầu mây) - Pham Quang Huy (Bắn súng) - Nguyễn Thị Thật (Đạp xe) - K'Dương (Cử tạ) - Lê Khánh Hưng (Golf) |